# Trias

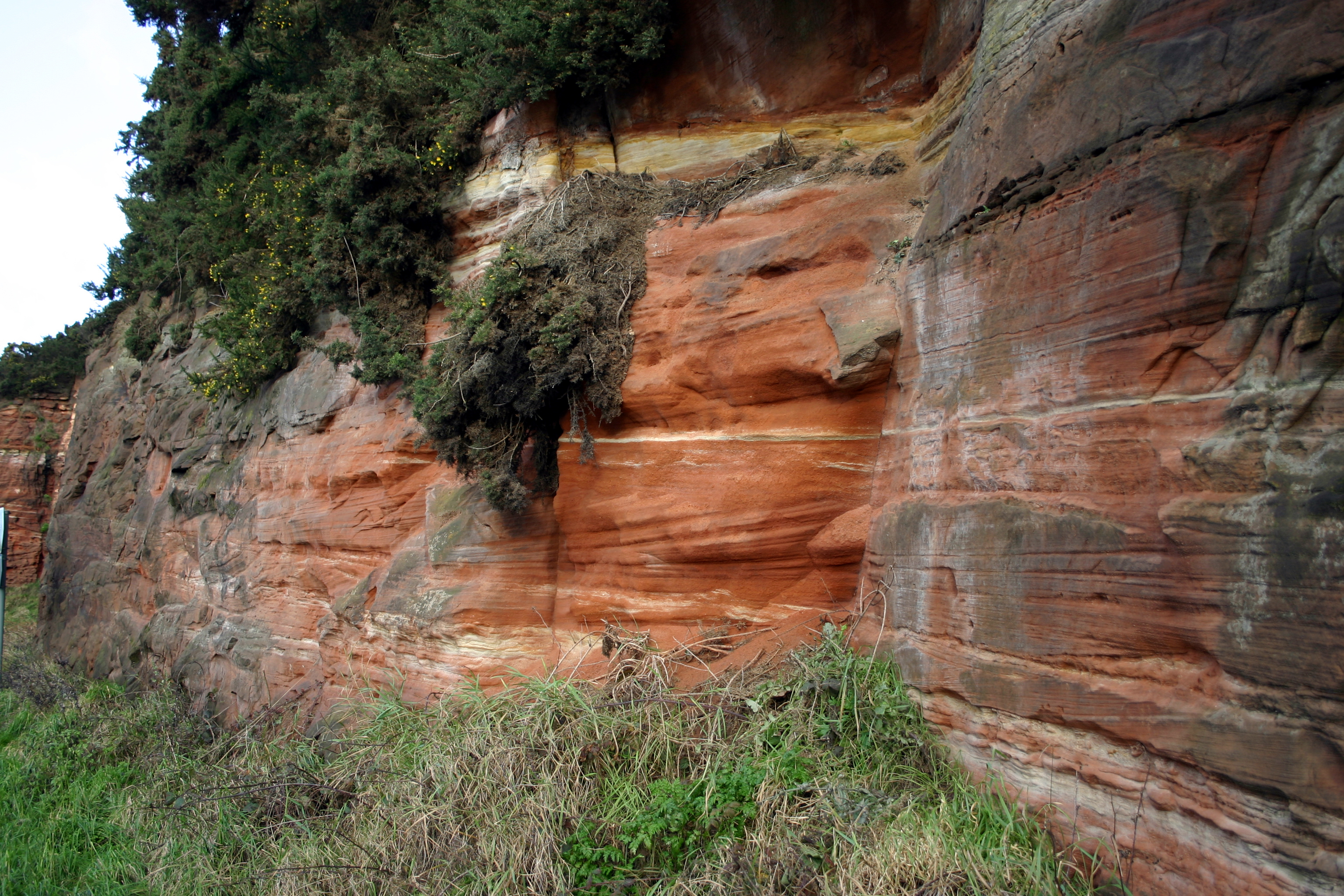
Pískovce s křížovým zvrstvením od Runcorn Hill

Trias je geologická perioda druhohorní éry. Trval od zhruba 252 do 201,4 milionů let před dneškem. Trias je první ze tří period druhohor a následuje po poslední periodě prvohorního období, permu. V 18. století byla Lehmannem a Füchselem v Německu rozlišována dvě souvrství, Buntsandstein – pestrý pískovec a Muschelkalk – lasturnatý vápenec. Roku 1822 oddělil Buch svrchní část lasturnatého vápence a nazval ho Keuper – pestrý slín. Následně roku 1834 Friedrich von Alberti zahrnul všechna tři souvrství pod jeden útvar, kterému dal název trias (tj. trojice). Tento klasický nezvrásněný kontinentální vývoj, v němž převládají klastika nad karbonáty, se nazývá germánský. Oproti tomu alpínský vývoj s převahou karbonátů podlehl v pozdějších etapách silnému vrásnění. Hranice těchto vývojů v Evropě představovala tzv. vindelická pevnina (též vindelický val), probíhající od Českého masívu přes jižní Bavorsko k Ženevskému jezeru a dále na jih na Korsiku a Sardinii.

## Členění triasu
Základní členění je na spodní, střední a svrchní trias. Podrobnější zonální členění se provádí na základě amonitové, konodontové a foraminiferové fauny. Podle novějších studií se zpřesněným datováním hornin trvalo toto druhohorní období asi 50,5 milionu let.
| Epochy  | Stupně | Podstupně | Časové rozmezí v milionech let |
| ------- | ------ | --------- | ------------------------------ |
| svrchní | rét    | otapir    | 203,6–199,6                    |
| svrchní | nor    | sevat     | 203,6–211                      |
| svrchní | nor    | alaun     | 211–216                        |
| svrchní | nor    | lac       | 216–216,5                      |
| svrchní | karn   | tuval     | 225–216,5                      |
| svrchní | karn   | jul       | 225–228                        |
| střední | ladin  | longobard | 228–231,4                      |
| střední | ladin  | fassan    | 231,4–237                      |
| střední | anis   | illyr     | 237–239                        |
| střední | anis   | pelson    | 239–241                        |
| střední | anis   | bit(h)yn  | 241–243                        |
| střední | anis   | egej      | 243–245                        |
| spodní  | olenek | spath     | 245–247,4                      |
| spodní  | olenek | smith     | 247,4–249,7                    |
| spodní  | indu   | diener    | 249,7–250,4                    |
| spodní  | indu   | griesbach | 250,4–251                      |

## Paleogeografie a podnebí

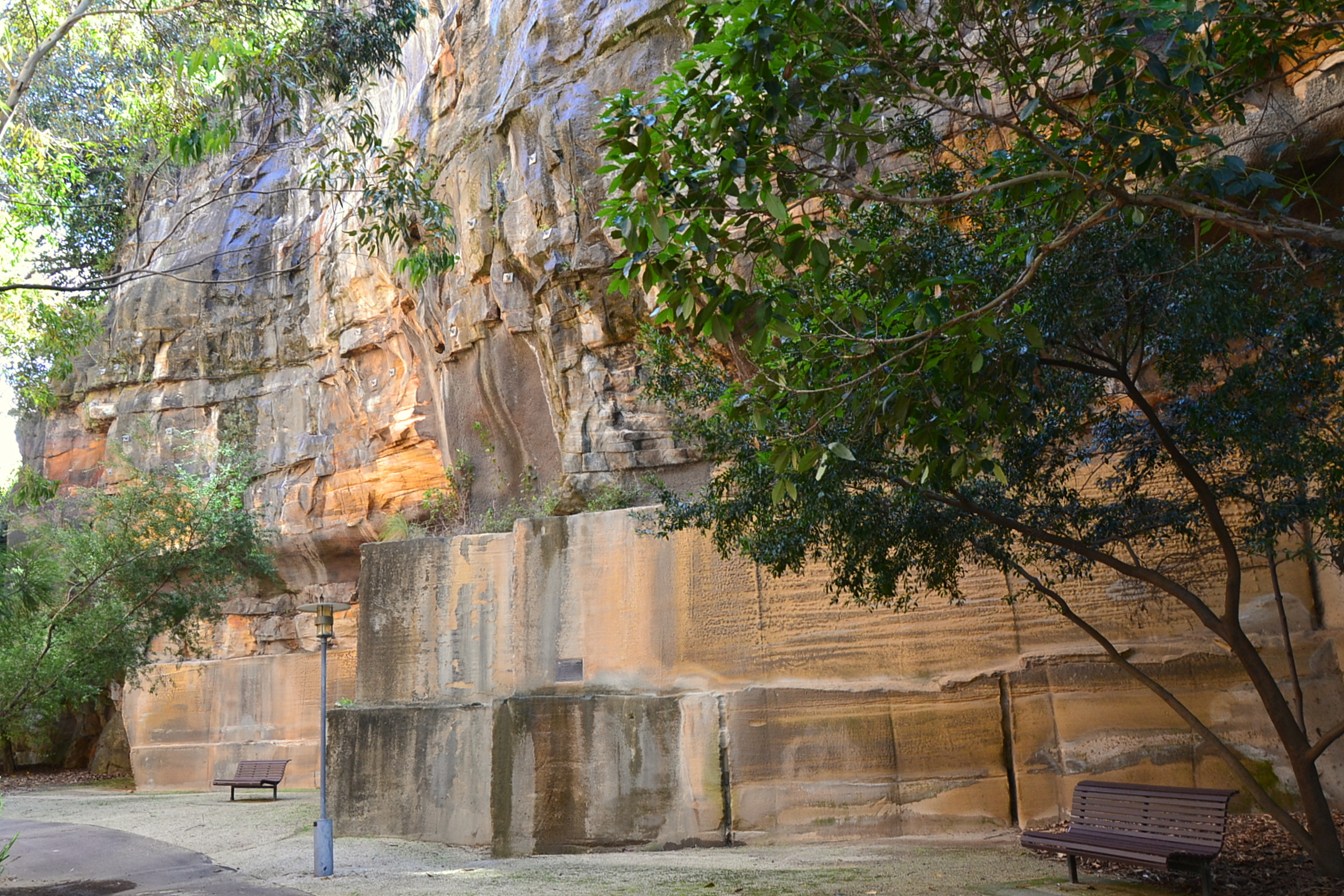
Sydney v Austrálii leží na triasových břidlicích a pískovcích. Téměř všechny obnažené skály v okolí Sydney patří k triasovému pískovci.

V prvních pěti milionech let triasu přetrvávaly vyšší hodnoty oxidu uhličitého v atmosféře, přičemž se jednalo o pozůstatek klimatické katastrofy, která zasáhla biosféru na konci permu. Trias se vyznačoval celosvětově teplým klimatem. Subtropické pásy s aridním podnebím doprovázené červenými sedimenty a ložisky evaporitů jsou známy z Německa, Arizony či Afriky. Toto klima nebylo až na výjimky (Lutz, Rakousko) vhodné pro tvorbu ložisek uhlí, později dochází k dílčímu ochlazení a spolu s vlhčím podnebím jsou opět vytvořeny podmínky pro tvorbu ložisek uhlí. Ve spodním triasu dochází k rozsáhlé mořské transgresi, která se opakovala i ve svrchním triasu. Podstatnými událostmi jsou počínající rozpad Gondwany a zejména pak otevírání Atlantského oceánu podél středooceánského hřbetu. Severní pól se v triasu nachází v oblasti Kamčatky. Dochází k mohutným výlevům láv, označovaných jako trapy na sibiřské platformě (s diamantonosnými kimberlity) a v jižní Americe. Vulkanická činnost je známa i z jižních částí alpínské geosynklinály (Dinaridy, pohoří Bükk v Maďarsku). Začínají se též projevovat první fáze alpínského vrásnění – labinská fáze v karnu a starokimerská fáze na rozhraní triasu a jury.
V průběhu triasu se vyhoupla hodnota objemového množství kyslíku v atmosféře asi na 33 %, což je o víc než polovinu více než v současnosti.
V období geologického věku rét (přesně před 205,7 milionu let) zaplavilo většinu území současné Evropy mělké moře a vytvořilo z dosud souvislých pevnin této části Pangey rozsáhlou sérii ostrovů. Tato tzv. rétská transgrese znamenala výraznou změnu topografie i charakteru klimatu na konci triasové periody.
V Číně byly objeveny sedimentologické doklady o výskytu gigantických povodní (jejímž výsledkem bylo jezero o rozloze přes 25 000 km²). Významná byla v triasu zejména dlouhodobá sopečná činnost, která nejspíše formovala i budoucí podobu globálních ekosystémů.

## Život v triasu
Zhruba prvních 8 milionů let triasu se ekosystémy po hromadném vymírání na konci permu obnovovaly a druhová biodiverzita organismů rostla do původních hodnot. Jedna čínská lokalita stará 250,8 milionu let však dokládá, že pouhý milion let po katastrofě na přelomu permu a triasu se již na některých místech ustavila pestrá a druhově bohatá marinní společenstva, svojí komplexitou podobná těm současným.
V triasu došlo k natolik převratným změnám ve vývoji živé přírody, že se o nich někdy mluví jako o "triasové revoluci". Podle této hypotézy došlo k největším změnám v biosféře díky dvěma procesům, kterými byla obnova po masovém vymírání na konci permu (zhruba 252 až 245 miliony let před současností) a následně karnská pluviální epizoda (zhruba před 236 až 232 miliony let). Trias například začíná největším známým vymíráním v dějinách života na Zemi. Koncem období triasu docházelo k dlouhodobější kontinuální vlně vymírání, kulminující samotným hromadným vymíráním na přelomu triasu a jury před 201,3 milionu let. K vymírání docházelo již na přelomu geologických věků nor a rét, asi před 205 miliony let. I přes drastičnost vymírání na konci permu se suchozemská společenstva postupně a relativně rychle obnovila, a to svojí početností i celkovou biodiverzitou, ačkoliv k vymíráním menšího rozsahu docházelo v průběhu celého triasu. Významnou událostí byla také již zmíněná Karnská pluviální epizoda, která se odehrávala zhruba v době před 235 miliony let. Dochází při ní k velkému vymírání a dinosauři i některé z další skupiny organismů procházejí významnou evoluční radiací.

### Fauna
Ve spodním triasu se objevují praví amoniti a nastává jejich krátký, ale bouřlivý vývoj (je popsáno přes 300 druhů), ukončený ve svrchním triasu, kdy téměř všechny rody vymírají. Vedoucí skupinou byli Ceratitida (Ceratites nodosus) se spirálovitě stočenými schránkami a jednoduchými, silnými žebry. Vymírají zástupci ortocerů, nastupují dvoužábří hlavonožci – belemniti. Z mlžů jsou vůdčími druhy Claraia, Costatoria, Halobyia. K dalším zástupcům fauny patří brachiopodi, krinoidi, vápnité houby, šestičetní koráli, ježovky, foraminifery či konodonti. Na konci triasu už se objevují také první motýli, resp. zástupci skupiny Lepidoptera.
Z ryb dominují Teleostei. Z Austrálie jsou známy nálezy posledních sladkovodních žraloků. Paprskoploutvé ryby začínají pronikat i do slaných vod, kde jsou dnes hlavní skupinou.

Mezi obojživelníky vymírají Stegocephali, k předchůdcům moderních žab řadíme druh Triadobatrachus massinoti s lebkou charakteru dnešních žab. 

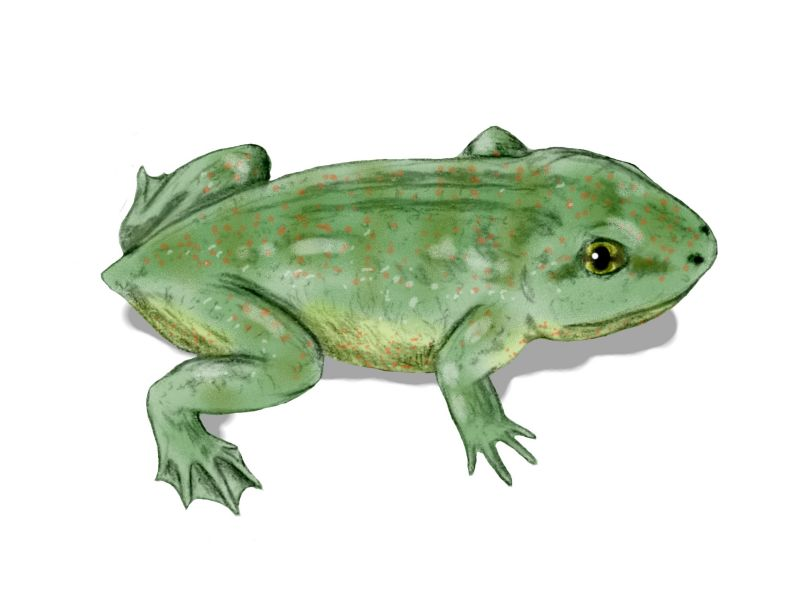
Triadobatrachus massinoti, spodní trias Madagaskaru

Nejvýznamnější skupinou triasových obratlovců jsou již plazi. U plazů existovalo asi 14 řádů, z nichž zástupci čtyř (např. želvy) přežili dodnes. V mořích se objevují plesiosauři a ještě dříve ryboještěři (ichtyosauři), jako je například rod Mixosaurus. Důležitá je skupina Therapsida, dělená na převážně býložravé Anomodontia a dravé Theriodontia. První z nich zastupují skupiny Dicynodontia s progresivními savčími znaky (ustrnuli však ve vývoji). Nálezy rodu Lystrosaurus, zřejmě částečně žijícího ve vodě, z Jižní Ameriky a Jižní Afriky jsou jedním z dokladů existence Gondwany. Další skupinou byly Dinocephalia (rod Jonkeria o délce až 5 m a Moschops s délkou přes 3 m z jižní Afriky). Theriodontia mají již zřetelně rozlišený chrup na řezáky, špičáky a stoličky. Uzavřením spodiny lebeční vzniklo pevné patro, končetiny se posunují pod tělo do svislé polohy. Vzorec prstních článků 2,3,3,3,3 máme dnes i my. Pokračoval vývoj izolační vrstvy, kterou představovala srst a objevují se první mléčné žlázy, které se vyvinuly z potních žláz. Koncem triasu se již objevují savcům podobné formy, jako byl hmyzožravý Morganucodon, známý z Evropy i Asie.
K primitivním plazům patřili mořští ichtyosauři (ryboještěři), z nichž velcí zástupci jako Leptopterygius acutirostris dosahoval délky až 12 metrů a Placodontia (nálezy v Německu, Švýcarsku) se silnými knoflíkovými zuby k drcení schránek a ojedinělým břišním krunýřem. V triasu se objevující skupina Thecodontia (jamkozubí), reprezentována malými masožravci, je evolučně významným předchůdcem dinosaurů, krokodýlů i ptáků. Mezi terestrickými plazy dochází již v průběhu triasu k výrazné ekologické diferenciaci a striktnějšímu rozdělení potravních nik.

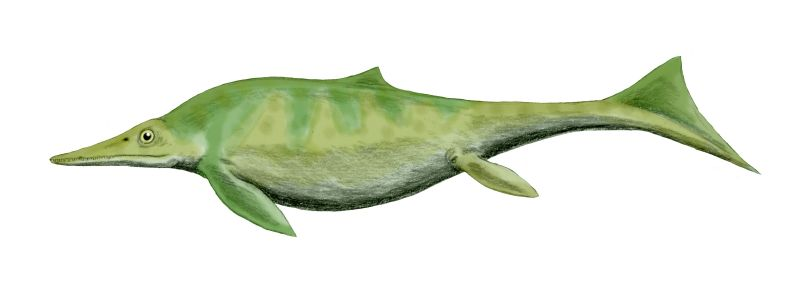
Californosaurus perrini, Ichthyosauria, svrchní trias severní Ameriky

Významnou událostí je evoluční nástup dinosaurů, který je potom završen v období jury a křídy. Ve středním triasu (asi před 245 miliony let) se zřejmě na území dnešní Jižní Ameriky objevují první zástupci této skupiny, kteří tvoří dominantní formu suchozemské megafauny po dobu následujících 170 milionů let (až do konce křídy před 66 miliony let).
V průběhu pozdního triasu (asi před 214 až 212 miliony let) bylo možné dostat se suchou nohou z jižní Gondwany až do oblasti dnešního Grónska, jak ukazuje objev sauropodomorfních dinosaurů (možná rod Plateosaurus) z doby před asi 214 miliony let. Bohatá společenstva triasových obratlovců jsou známá také z jižních částí Polska.
Teprve během vymírání na konci triasu před 201,3 miliony let vymírá většina přímých konkurentů dinosaurů a ti se na přelomu triasu a jury rychle stávají dominantní skupinou suchozemských obratlovců. Tou potom zůstávají i po následujících 135 milionů let v průběhu druhohorních period jury a křídy.

### Flóra
Značný rozvoj zaznamenaly mořské zelené řasy (Dasycladaceae), typické pro teplá mělká moře s hloubkou do 20 metrů. Charakteristické porosty tvořily zejména v lagunách, které byly chráněny rify. Suchozemské flóře dominují nahosemenné – jehličnany (Voltzia), cykasy (Cycadaceae) s dlouhými, kožovitými list a stromovitého habitu, popř. se soudkovitým, nízkým kmenem, či jinanotvaré (Baiera). Z výtrusných jsou to přesličky (Equisetites) a kapradiny (Gleicheniaceae).

## Germánský vývoj triasu
Zastoupen na území Německa, Polska, Anglie, Francie, Španělska a v severní Africe. Celková mocnost dosahuje až 3000 metrů. Spodní trias (pestrý pískovec) patří kontinentální facii, střední mořské a svrchní lagunární. Pestrý pískovec má na bázi vložky vápenců, v jeho střední části jsou hojné stopy dinosaurů. Využíván byl jako stavební kámen (katedrála v Kolíně nad Rýnem). Ve středním triasu došlo k zalití většiny prostoru mělkým epikontinentálním mořem, při okrajích místy pokračovala sedimentace kontinentálně-terestrických hornin. Při občasném uzavření lagun se namísto vápenců ukládaly evapority. Ve svrchní partiích jsou hojné zkameněliny (krinodi, Ceratites nodusus). V Polsku u Bytomi je znám rudonosný dolomit s rudami Pb-Zn. Po regresi moře sedimentují břidlice, pískovce a dolomity keuperu, na bázi místy se slojkami uhlí. Po krátké transgresi vznikají polohy sádrovce. Nejvyšší partie zasáhla mořská transgrese s napojením na oceán Tethys (společná fauna).

## Alpínský vývoj

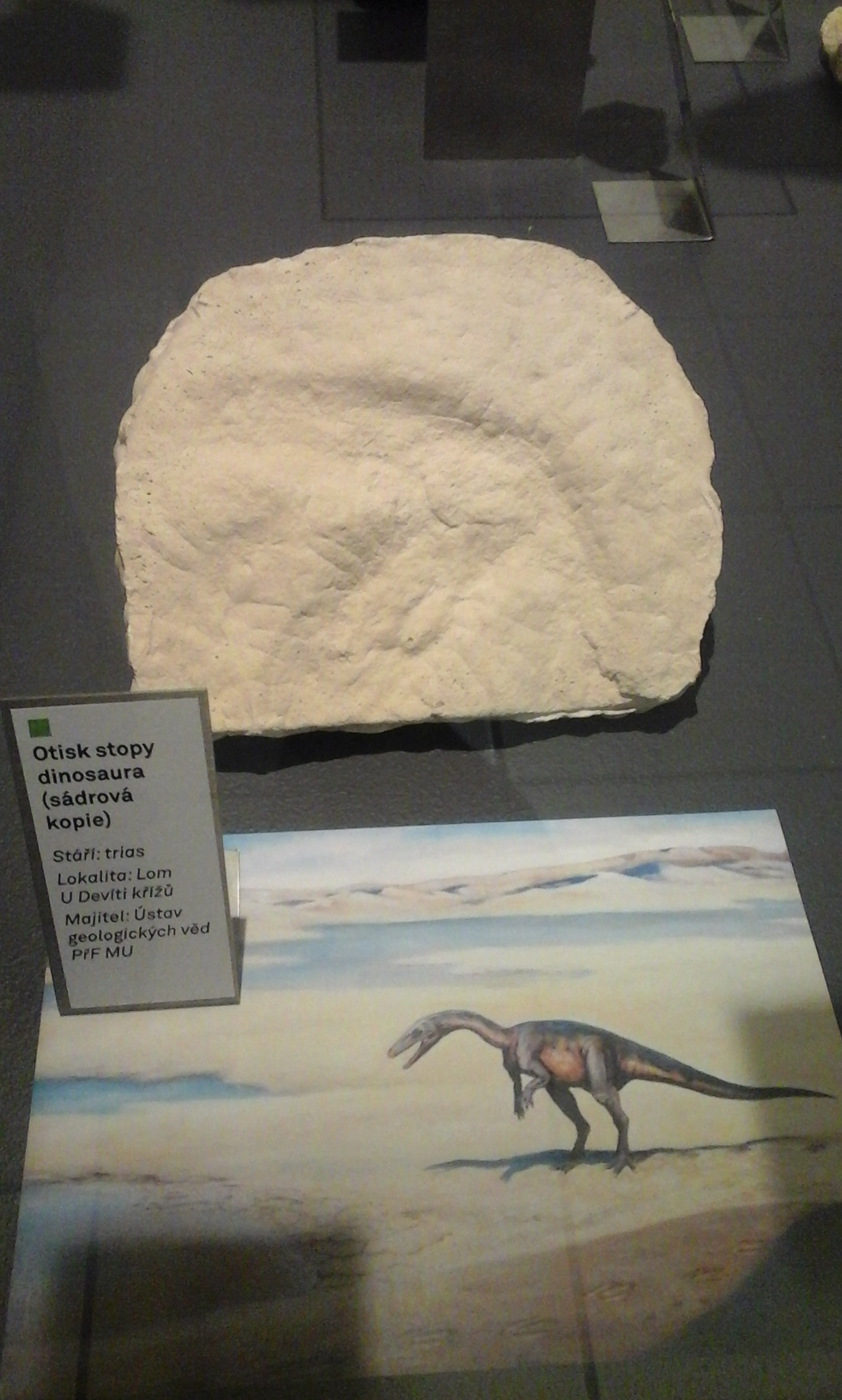
Otisk stopy českého dinosaura z období pozdního triasu. Nález pochází z pískovcového lomu u Červeného Kostelce a má stáří kolem 215 milionů let.

V prostoru Východních Alp se rozkládala rozsáhlá mělčina, kde se ukládalo vápnité bahno za podmínek podobných dnes na Bahamské platformě. Při postupném poklesávání pánve se tvořily tisíce metrů mocné vrstvy vápenců a dolomitů.

### Bavorské příkrovy
Anisu patří gutensteinské vápence, ladinu wettersteinské vápence, partnachské lupky, reiflinské vápence s polohami tufů, karnu lunzské vrstvy se slojemi uhlí, hauptdolomit až 3000 metrů mocný, rétu kössenské vrstvy

### Hallštattský příkrov
Na bázi jsou solná ložiska stáří perm-verfen a červené hlíznaté vápence, anis zastupují schreyeralmské vápence, ladin-norik hallštattský vápenec, rét zlambachské břidlice

### Dachsteinský příkrov
Stáří střední trias mají ramsauské dolomity, karn karditové vrstvy a svrchní trias pak dachsteikanitů (buchensteinské vrstvy, wengenské vrstvy). Zastoupeny jsou útesové vápence (schlernský dolomit, rabeljský dolomit s Pb-Zn zrudněním)

## Trias v Českém masivu
Spodnotriasové sedimenty jsou kontinentálního původu, patří ke stupni pestrý pískovec. Zastoupeny jsou arkózové pískovce, polymiktní slepence a kaolinizované křemenné pískovce, tvořící bohdašínské souvrství. Barva spodních partií je červená, svrchních bílá. Sedimenty se ukládaly v průtočných jezerech nebo periodických tocích. Výchozy hornin triasu se nacházejí v Podkrkonoší jižně a jihovýchodně od Trutnova (až 65 metrů mocné) a na obou křídlech dolnoslezské pánve (30–120 metrů), všude pokračují pod sedimenty svrchní křídy. Občas byly těženy pro stavební účely (lom „U devíti křížů“ západně od Červeného Kostelce).